# Marwan El-Kamash
Marwan El-Kamash (en arabe : مروان الكماش), né le 14 novembre 1993, est un nageur égyptien.

## Carrière
Marwan El-Kamash remporte aux Jeux africains de 2015 à Brazzaville la médaille d'argent du 200 mètres nage libre, du 800 mètres nage libre, du 4 × 100 m nage libre et du 4 × 200 m nage libre.
Aux Championnats arabes de natation 2016 à Dubaï, il est médaillé d'or du 4 × 200 m nage libre.
Aux Jeux méditerranéens de 2018 à Tarragone, il est médaillé de bronze du 200 mètres nage libre et du 400 mètres nage libre.
Aux Championnats d'Afrique de natation 2018 à Alger, il est médaillé d'or du 400 mètres nage libre, du 800 mètres nage libre, du 1 500 mètres nage libre, du 200 mètres papillon, du 4 x 100 m quatre nages, du 4 x 100 m nage libre et du 4 x 200 m nage libre, ainsi que médaillé d'argent du 200 mètres nage libre.
Aux Jeux africains de 2019 à Rabat, il est médaillé d'or du 200 mètres nage libre, médaillé d'argent du 400 mètres nage libre et du 4 × 100 m nage libre, ainsi que médaillé de bronze du 800 mètres nage libre.
Il remporte aux Championnats d'Afrique de natation 2021 à Accra la médaille d'or sur 200 mètres nage libre, sur 400 mètres nage libre, sur 800 mètres nage libre, sur 1 500 mètres nage libre, sur 4 x 100 m nage libre et sur 4 x 200 m nage libre.
Aux Jeux africains de 2023 à Accra, il est médaillé d'or du 200 mètres nage libre, du 400 mètres nage libre, du 800 mètres nage libre, du 1 500 mètres nage libre ainsi que du 4 × 200 m nage libre et médaillé d'argent du 4 × 100 m nage libre ainsi que du 4 × 100 m quatre nages.

## Famille
Il est le frère de Youssef El-Kamash et de Mazen El-Kamash.